# Мухаммед Чам
Мухаммед Чам (нім. Muhammed Cham; нар. 26 вересня 2000, Лінц) — австрійський футболіст, півзахисник, нападник турецького клубу «Трабзонспор» та національної збірної Австрії.
Виступав також за клуб «Адміра-Ваккер».

## Клубна кар'єра
Народився 26 вересня 2000 року в місті Лінц. Вихованець юнацьких команд футбольних клубів «Ред Стар» (Пенцинг), Ганновер 96 та «Вольфсбург».
У дорослому футболі дебютував 2019 року виступами за команду «Вольфсбург II». Дебютував в основному складі в липні 2019 року вийшовши на заміну на 80-й хвилині замість Юліана Юствана. Після трьох матчів за «Вольфсбург II» він повернувся до Австрії у вересні 2019 року та перейшов до клубу Бундесліги «Адміра-Ваккер». Відіграв за команду з Медлінга наступний сезон своєї ігрової кар'єри.
6 жовтня 2020 року він переїхав до Франції, де уклав угоду з клубом «Клермон» але одразу на правах оренди був відправлений до данської команди «Вендсюссель». Наступний сезон також на правах оренди відіграв за австрійську команду «Аустрія» (Лустенау).
Після повернення з оренди Мухаммед відіграв два роки за французький «Клермон».
До складу клубу «Трабзонспор» приєднався 2024 року підписавши чотирирічний контракт. 25 листопада 2024 року відзначився хет-триком за команду з Трабзона в переможному матчі 5–0 національного чемпіонату проти клубу «Адана Демірспор».

## Виступи за збірні
Чам народився в Австрії, по батькові сенегалець, а по матері – гамбієць.
2018 року дебютував у складі юнацької збірної Австрії (U-19), загалом на юнацькому рівні взяв участь у 3 іграх.
Протягом 2021–2022 років залучався до складу молодіжної збірної Австрії. На молодіжному рівні зіграв у 4 офіційних матчах.
2022 року дебютував в офіційних матчах у складі національної збірної Австрії в матчі Ліги Націй проти збірної Хорватії.
| Дата       | Місто   | Господарі | Результат | Гості     | Турнір                               | Голи | Примітки |
| ---------- | ------- | --------- | --------- | --------- | ------------------------------------ | ---- | -------- |
| 25-9-2022  | Відень  | Австрія   | 1 – 3     | Хорватія  | Ліга націй УЄФА 2022-2023 - 1-й етап | -    | 62'      |
| 13-10-2023 | Відень  | Австрія   | 2 – 3     | Бельгія   | Відбір до ЧЄ 2024                    | -    | 66'      |
| 26-3-2024  | Відень  | Австрія   | 6 – 1     | Туреччина | товариський матч                     | -    | 88'      |
| 20-3-2025  | Відень  | Австрія   | 1 – 1     | Сербія    | Ліга націй УЄФА 2024-2025 - Плей-оф  | -    | 70'      |
| 23-3-2025  | Белград | Сербія    | 2 – 0     | Австрія   | Ліга націй УЄФА 2024-2025 - Плей-оф  | -    | 46'      |
| Усього     |         | Матчів    | 5         |           | Голів                                | 0    |          |